# مريخ كوستي
مريخ كوستي هو نادي رياضي بمدينة كوستي شارك بالدوري الممتاز وتأسس الفريق عام 1954م.

## مشاركات الفريق
- صعد الفريق للدوري الممتاز موسم 2015 وهبط موسم 2018 .[2]
- شارك في كأس السودان عامي	2018 و2015.

## موسم 2015
- شارك في دوري 2015م للمرة الأولى وحل في المركز السابع برصيد 36 نقطة.
- لعب 28 مباراة، فاز 9، تعادل 9 وخسر 10 مباريات.
- أحرز 26 هدف واستقبلت شباكه 30 هدف.

- شارك في كأس السودان وخرج من ربع النهائي على يد أهلي شندي بهدفين دون مقابل.[3][4]

## موسم 2016
- شارك في دوري 2016م وحل في المركز 13 برصيد 35 نقطة.
- لعب 34 مباراة، فاز 9، تعادل 8 وخسر 17 مباراة.
- أحرز 22 هدف واستقبلت شباكه 42 هدف.

## موسم 2017
- شارك في الدوري
- لعب 34 مباراة، فاز 7، تعادل 14 وخسر 13
- أحرز 28 هدف وإستقبلت شباكه 43 هدف
- رصيده 35 نقطة حل في المركز 12

## موسم 2018
- تم تطبيق نظام المجموعات، لعب مريخ كوستي في المجموعة أ

دوري المجموعة أ
- لعب 34 مباراة، انتصر في 12 وتعادل في 8 وخسر 14 مباراة.
- أحرز هجوم الفريق 33 هدف واستقبل دفاعه 39 هدف.

حل في المركز الأخير برصيد 44 نقطة وتأهل لدوري العشرة.
دوري العشرة
- حل الفريق في المركز التاسع (قبل الأخير) برصيد 19 نقطة وهبط من الممتاز [5]
- لعب 18 مباراة، حقق الفوز في 5 فقط وتعادل في 4 وخسر 9 مباريات.
- أحرز 16 هدف واستقبلت شباكه 23 هدف.

كأس السودان
- شارك الفريق في الكأس
- واجه في الدور الأول فريق الأشبال الدويم [6] وتغلب عليه 5/4 بعد التعادل السلبي.[7]
- في دور الـ (16) واجه حي العرب ربك [8] وتغلب عليه 4/2 بركلات الترجيح بعد التعادل بهدف لكل.[9]
- خرج من المنافسة بعد فوزه على الأهلي الخرطوم.[10]

/ref

## موسم 2019
يشارك الفريق في الدرجة الوسيطة المؤهلة للدوري الممتاز ضمن المجوعة الثانية؛ وحل الفريق في المركز الثالث بـ11 نقطة. وتأهل للمرحلة قبل الأخيرة.
المرحلة قبل الأخيرة
- أوقعته القرعة في مجموعة ضمت إلى جانبه: أهلي مدني / الاتحاد مدني / النيل حلفا / سبدو الضعين.
- الجولة الأولى في الراحة.
- الجولة الثانية انتصر على الاتحاد مدني بهدف. في استاد مدني.[12]
- الجولة الثالثة قابل أهلي مدني.
- الجولة الرابعة تعادل مع النيل حلفا بهدف لكل.[13]
- الجولة الخامسة حقق الانتصار بثلاثة أهداف نظيفة على سبدو الضعين وتأهل للمرحلة الأخيرة.[14]

المرحلة الأخيرة
- جاءت القرعة كما يلي:
- الإسبوع الأول 4/30 سيكون الفريق في الراحة.
- الإسبوع الثاني 5/4 يقابل هلال الفاشر باستاد الفاشر
- الإسبوع الثالث يلعب ضد الميرغني بملعب كوستي
- الإسبوع الرابع يلعب ضد الفلاح عطبرة بملعب عطبرة
- الإسبوع الخامس يختتم مبارياته ضد أهلي عطبرة بملعب كوستي.

## الجهاز الفني
- مدير الكرة: صديق القصير
- المدير الفني: أحمد السيد [15]
- المساعد: الضو قدم الخير
- مدرب لياقة: محمد نور
- مدرب حراس: عامر القون

## تشكيلة اللاعبين
- عمار صالح	حارس

 خط الدفاع 
- أحمد حسين
- أسعد خميس
- عوض جعفر
- أيمن عبد الرازق
- إسماعيل أحمد
- خضر إسماعيل
- معاوية الأمين
- محمد سالمية
- مهند أحمد
- ياسر حيدر
- عباس جزيرة، 	وسط
- أبو بكر عبد الله،	وسط
- أكرم التوم	، وسط
- بكري فرفور،	وسط
- كرتكيلا،	وسط
- معتز برعي	وسط
- منتصر فرج الله،	وسط
- نزار أمبدة،	وسط
- رامي عبد الله،	وسط
- سمير فضل،	وسط
- صديق حسن،	وسط
- وليد عيسي بشارة،	وسط
- زكريا ناسيو	وسط
- عبد الله شقراوي،	هجوم
- أبو بكر حسن،	هجوم
- الصادق النور،	هجوم
- أمين حسن،	هجوم
- اشويل اكوي،	هجوم
- سامر عباس،	هجوم
- صديق حسين	, هجوم